# Jamie Pace
Jamie McDonald Pace (Londra, 1º gennaio 1977) è un ex calciatore maltese, di ruolo centrocampista.